# Skedmasknemertin
Skedmasknemertin (Nemertoscolex parasiticus) är en djurart som tillhör fylumet slemmaskar, och som beskrevs av Richard Greeff 1879. Enligt Catalogue of Life ingår Skedmasknemertin i släktet Nemertoscolex och familjen Lineidae, men enligt Dyntaxa är tillhörigheten istället släktet Nemertoscolex, och ordningen Heteronemertea. Arten är reproducerande i Sverige. Inga underarter finns listade i Catalogue of Life.